# Ponto Beron

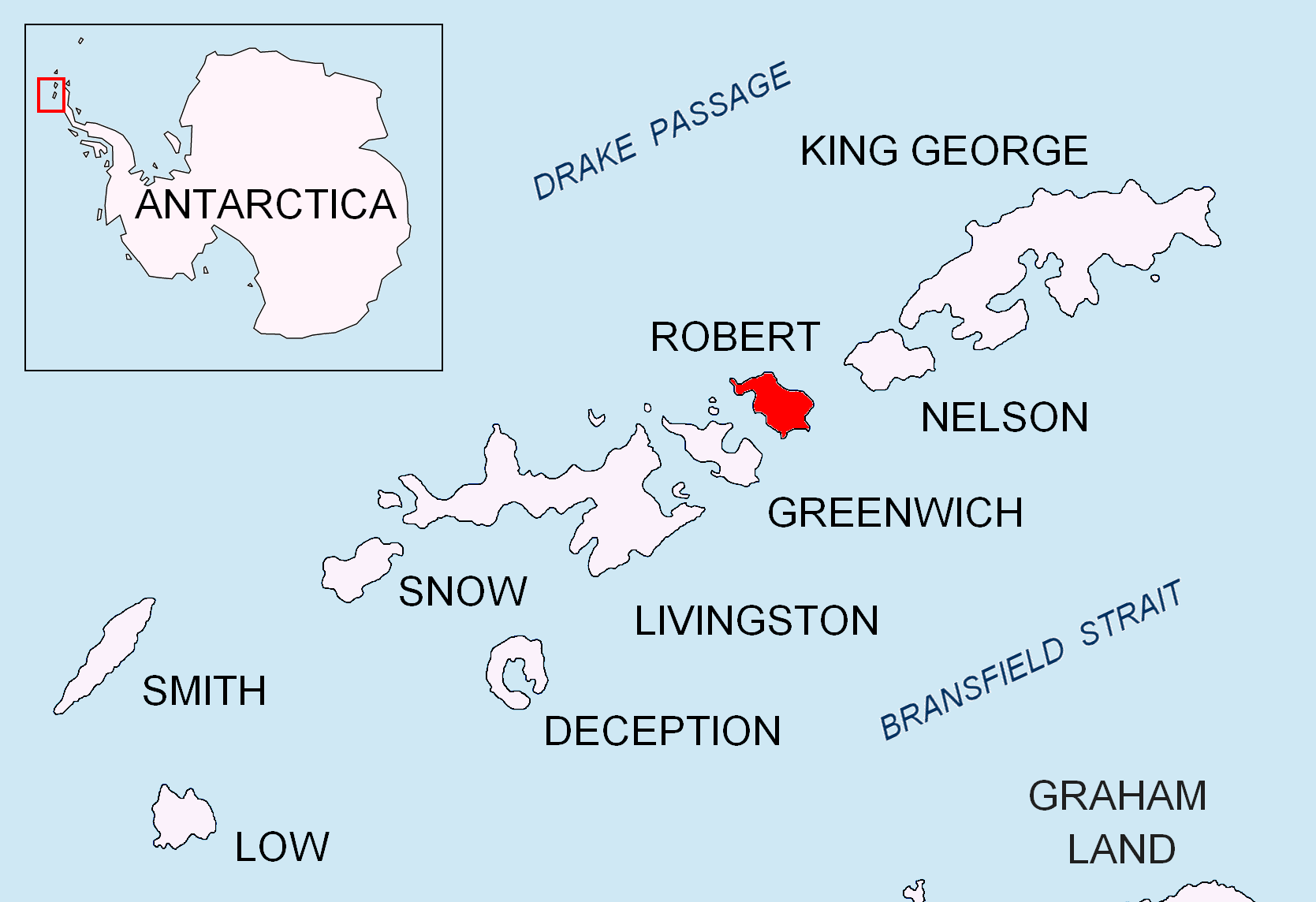
Localização da Ilha Robert nas Ilhas Shetland do Sul.

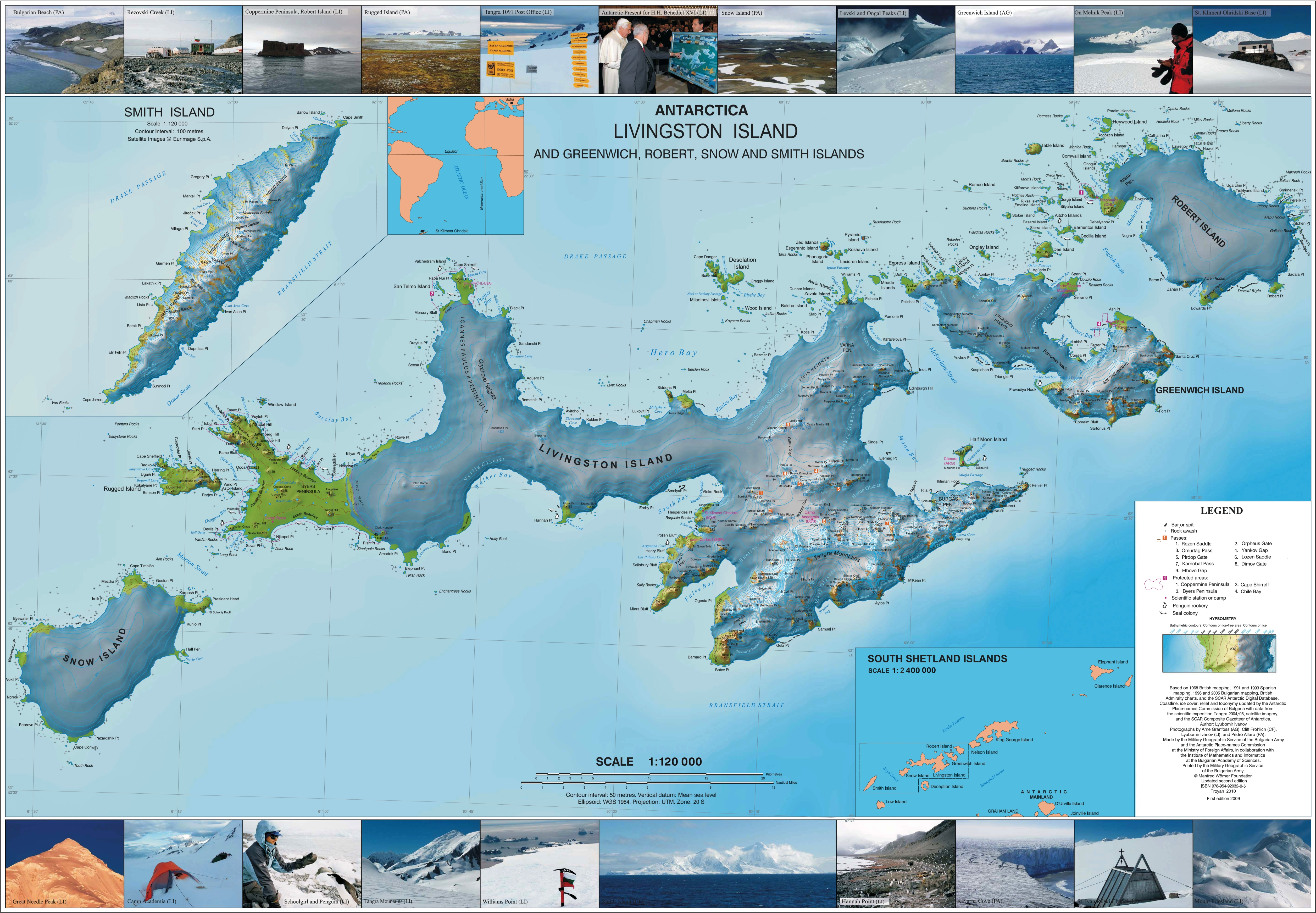
Mapa topográfico das Ilhas Livingston, Greenwich, Robert, Snow e Smith.

Ponto Beron (Nos Beron \ 'nos be-'ron \) é um ponto na costa sudoeste da Ilha Robert, na Antártida situado 4,5   km sudeste de Negra Point, 1,7   km a oeste de Bajo Nunatak, 1.8   km a oeste-noroeste de Ponto Zahari e 3,7   km a noroeste de Ponto Edwards, bem como 5   km a nordeste de Ponto Ash em Greenwich Island . Sua forma foi aprimorada por um recente recuo das geleiras ao noroeste do ponto. Foi nomeado em homenagem ao proeminente cientista e educador búlgaro Dr. Petar Beron (1795–1871).

## Mapas
- LL Ivanov et al. Antártica: Livingston Island e Greenwich Island, Ilhas Shetland do Sul . Escala 1: 100000 mapa topográfico. Sofia: Comissão Antártica de Nomes de Lugares da Bulgária, 2005.
- LL Ivanov. Antártica: Ilhas Livingston e Greenwich, Robert, Snow e Smith . Escala 1: 120000 mapa topográfico. Troyan: Fundação Manfred Wörner, 2009. ISBN 978-954-92032-6-4